# 東日本大震災後の仮設住宅

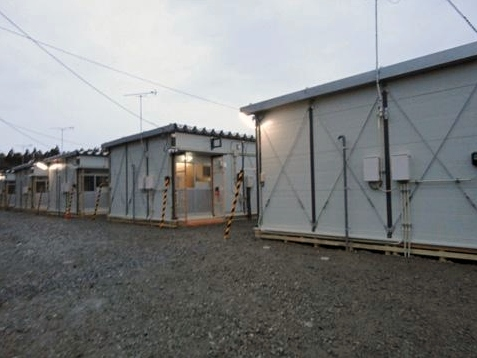
岩手県陸前高田市の陸前高田市立第一中学校校庭に設置された仮設住宅

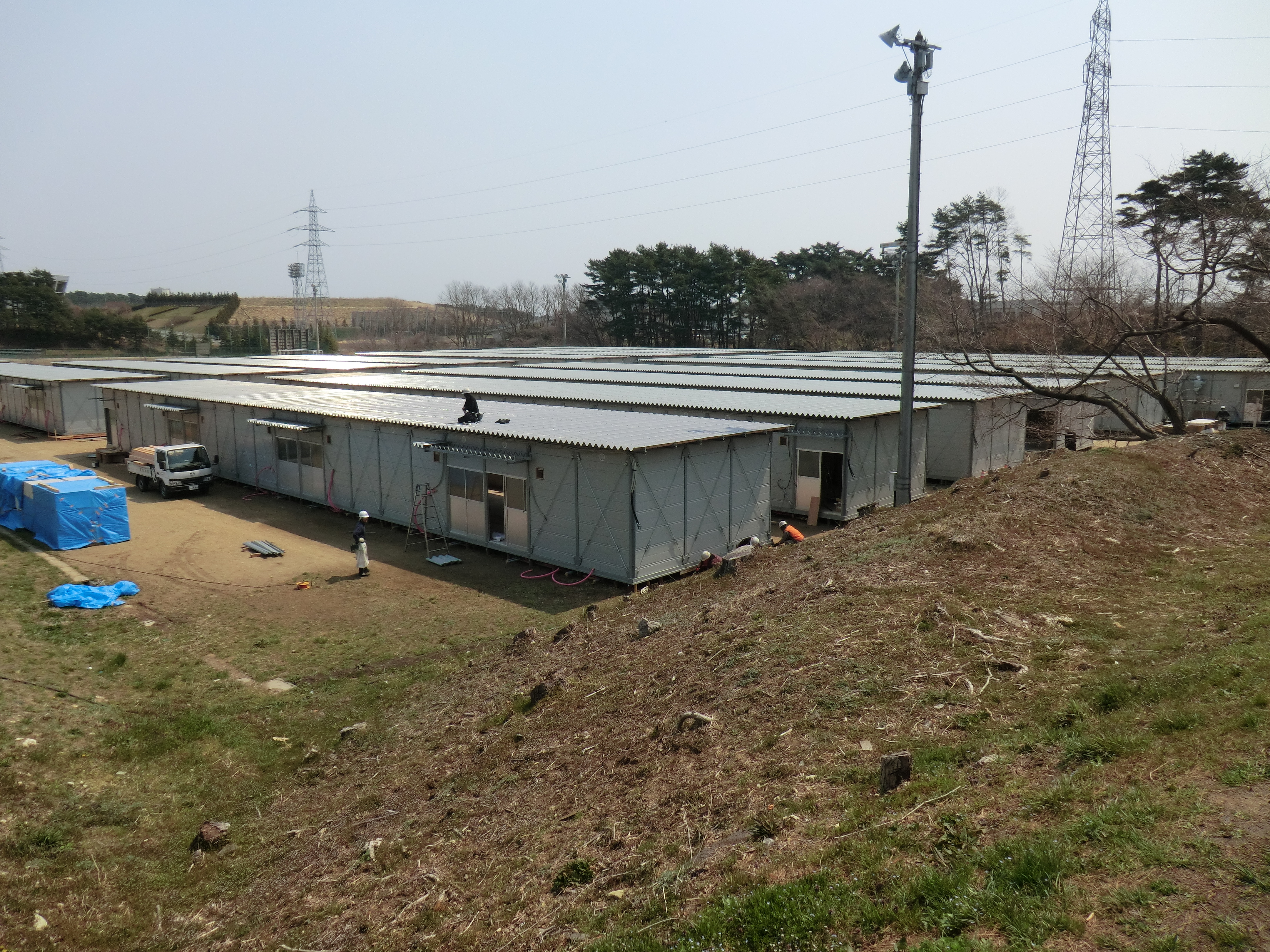
宮城県七ヶ浜町の七ヶ浜サッカースタジアム内に設置された仮設住宅（竣工前）

東日本大震災後の仮設住宅（ひがしにほんだいしんさいごのかせつじゅうたく）では、2011年（平成23年）3月11日に発生した東北地方太平洋沖地震（東日本大震災）に伴って供与された仮設住宅について述べる。特に記載がない場合は2011年の出来事である。

## 特徴

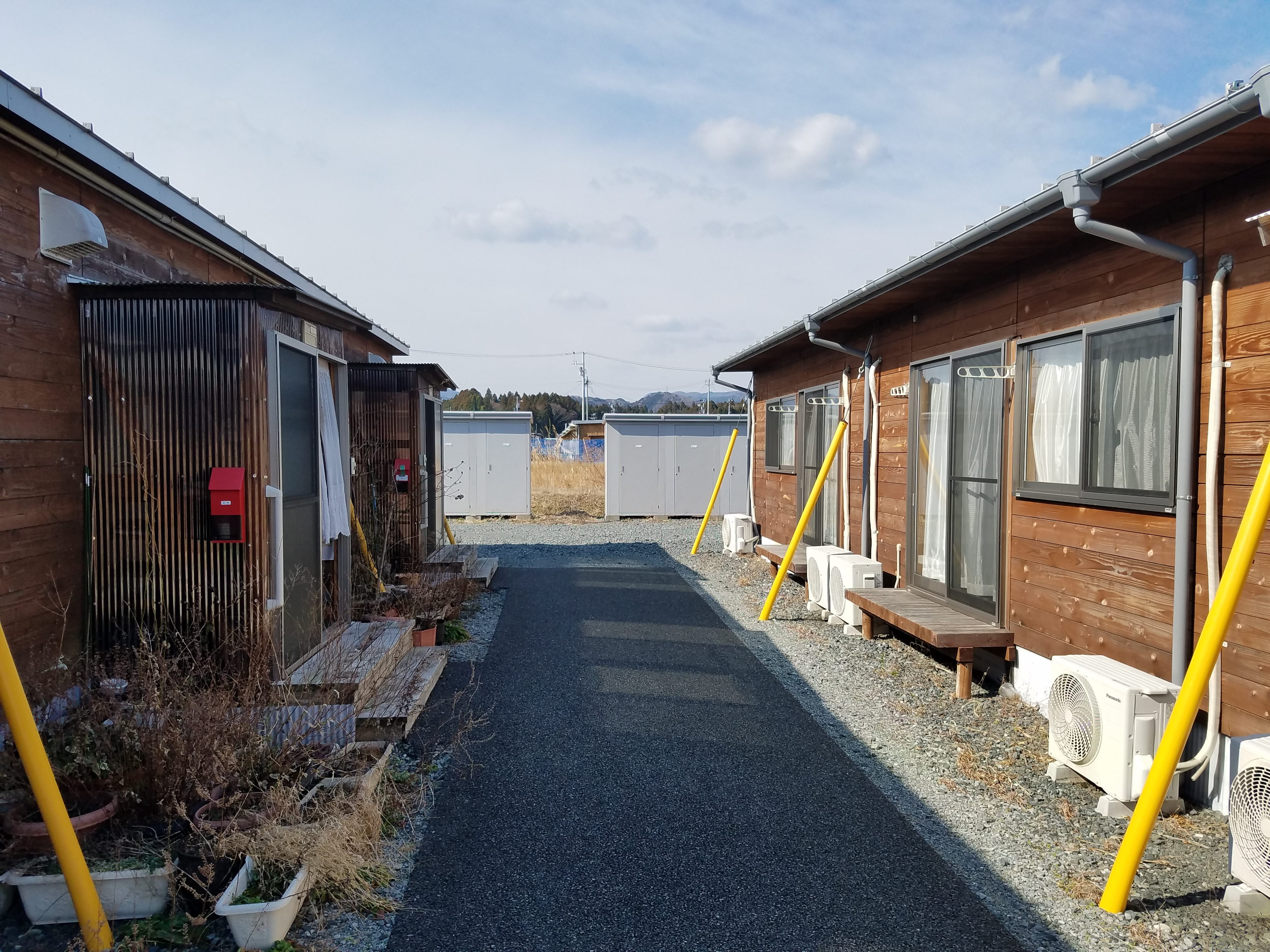
福島県南相馬市に設置された仮設住宅。ここではプレハブではなく木造が採用され、また寒冷地の気候に合わせて玄関前に風除室が設けられている。

東日本大震災は、被災戸数が全壊・半壊あわせて40万戸を超えるなど被害が大規模・広範囲にわたった災害であり、また特に岩手県から宮城県北部にかけて延びるリアス式海岸の地域では平地が少ないという地形的条件のため、仮設住宅の建設にあたっては用地の確保が課題となった。岩手県や宮城県では、県内の公有地の中から災害時の仮設住宅建設用地を選定していたが、選定された土地が津波で浸水した区域内に位置するケースもあり、公有地のみでは土地の確保が難しく、民有地も活用して建設することとなった。特に岩手県大槌町では、48の仮設住宅団地中、44団地が民有地であった。新たに建設する仮設住宅だけでは供給量が不足したことから、みなし仮設と通称される、民間の賃貸住宅を借り上げて提供する形式が多く活用されることになった。
一方で、阪神・淡路大震災など、過去の災害で設置された仮設住宅での教訓をもとに、建設型の仮設住宅にはさまざまな工夫や改善が施され、トレーラーハウス・コンテナハウスなどの活用や、従来のプレハブ型だけでなく木造の仮設住宅も建設されるといった取組みもみられた。
仮設住宅の居住にかかる家賃は無料で、光熱費や水道料金など公共料金のみ入居者の自己負担となる。
仮設住宅の入居期限については、通常は災害救助法により原則として2年と定められているが、この震災においては被災地の復興の遅れにより恒久的な住宅の再建に時間を要したため、一律3年に延長され、その後も各自治体の判断によって入居期限を1年ごとに延長することが認められていた。福島第一原子力発電所事故による福島県大熊町・双葉町からの避難者を抱える自治体では、震災から15年後となる2026年3月まで入居期限が延長されている。

## 初動の対応
発災翌日の3月12日、まず福島県が1,560戸以上の仮設住宅要請を発出した。次いで3月14日に岩手県が8,800戸、宮城県が10,000戸を要請したほか、福島県も追加で14,000戸を要請した。その後、栃木県と千葉県もそれぞれ145戸・230戸を要請した。3月19日には、岩手県陸前高田市で36戸が着工された。
国土交通省は当初、発災から2か月以内に3万戸の仮設住宅設置を目指していた。さらに4月5日、被災地からの要請を踏まえ、8月までに3万戸の追加供給の準備を進めるよう、住宅業界の各団体に要請した。しかし、合板（ベニヤ板）・断熱材などを製造する工場の被災などによる資材不足や、トラック不足により着工の遅れが発生した。また、後述の宮城県のように、余震により着工が中断したケースもあった。
発災から2か月あまり経った5月31日、国土交通大臣の大畠章宏は、同日分の見込みも含めた竣工済み戸数が2万7200戸と、予定の3万戸を下回ることを明らかにした。

## 各県の状況

### 岩手県
岩手県では、発災から約5か月ですべての仮設住宅が完成して避難所が解消された。
陸前高田市では、陸前高田市立第一中学校の校庭に36戸が建設され、震災後の仮設住宅としては最も早く4月1日に完成した。入居の抽選が4月5日に行われ、募集数に対して50倍以上の応募があった。
住田町では、地場産業である林業の振興のため、木造の仮設住宅の開発が震災前から行われていたことから、発災後、被災自治体ではないにもかかわらず国や県の対応を待たずに町独自に仮設住宅の建設を決めた。3月22日に着工され、地元産の気仙杉を使用した木造仮設住宅93戸が地元業者によって設置された。費用は町の一般財源が充てられている。この事例を契機に、国は地元産の建材および地元業者による仮設住宅設置を公募するよう通達を出した。なお、同町内の木造仮設住宅の一部は、住民の退去後に希望者に払い下げられ再活用されることになった。
大船渡市では、旧県立大船渡病院跡地に設置された仮設住宅の入居者説明会が4月25日に行われ、57世帯の入居者に鍵が渡された。この時点で同市内では、822戸が着工されていた。しかし、同市大船渡町内の被災戸数942戸に対し、同町内の仮設住宅設置戸数は約300戸で、住民からは不安と不満の声が出た。

### 宮城県
女川町の宮城県女川高等学校・女川町立女川第一中学校、石巻市の牡鹿清崎運動公園に設置予定であった仮設住宅は、余震で地割れが発生したため設置が中断された。
気仙沼市大島では、6月にアメリカ製のトレーラーハウス20台が支援団体により提供され、仮設住宅の代わりとして使用されることが決まった。支援団体によると、トレーラーハウスは1台あたり約300万円で、一般の仮設住宅を設置・撤去する費用よりもコストが安い。
山元町では、6月8日に町独自に260戸を発注することを決めた。石巻市、女川町、南三陸町の3市町でも同様の準備をしていた。
仙台市では、6月9日時点で1,371戸の仮設住宅が完成したが、申し込みは758世帯にとどまった。当初、2,500戸を建設する計画だったが、民間借り上げ住宅（みなし仮設）の需要の方が高まった（6,434戸）ため、建設型の仮設住宅は後に1,600戸に下方修正した。
11月6日には、女川町の野球場で、海上コンテナを積み上げて作った3階建ての仮設集合住宅（コンテナハウス）への入居が開始された。女川には平地が少ないため平屋の仮設住宅では十分な量を供給できず、町が独自に建築家の坂茂に打診して多層式の仮設住宅や集会所、マーケットなどを発注し、構造上の問題などがないことを確認して完成させた。

### 福島県
5月8日、郡山市のビッグパレットふくしま北側の市有地で、富岡町と川内村の避難者向け仮設住宅の建設が開始された。両町村合わせて約310世帯分、間取りは2DKで、6月上旬に完成した。
二本松市では、ログハウスの仮設住宅が建設された。

### 千葉県
震災で13人が死亡、住宅約1,100棟が全半壊した旭市では、5月10日に、200戸のうちの50戸が完成し、翌11日午前9時から43世帯122人の入居が始まった。残り150戸も完成し、5月23日の時点で、計178戸が入居完了と発表された。

## さまざまな支援

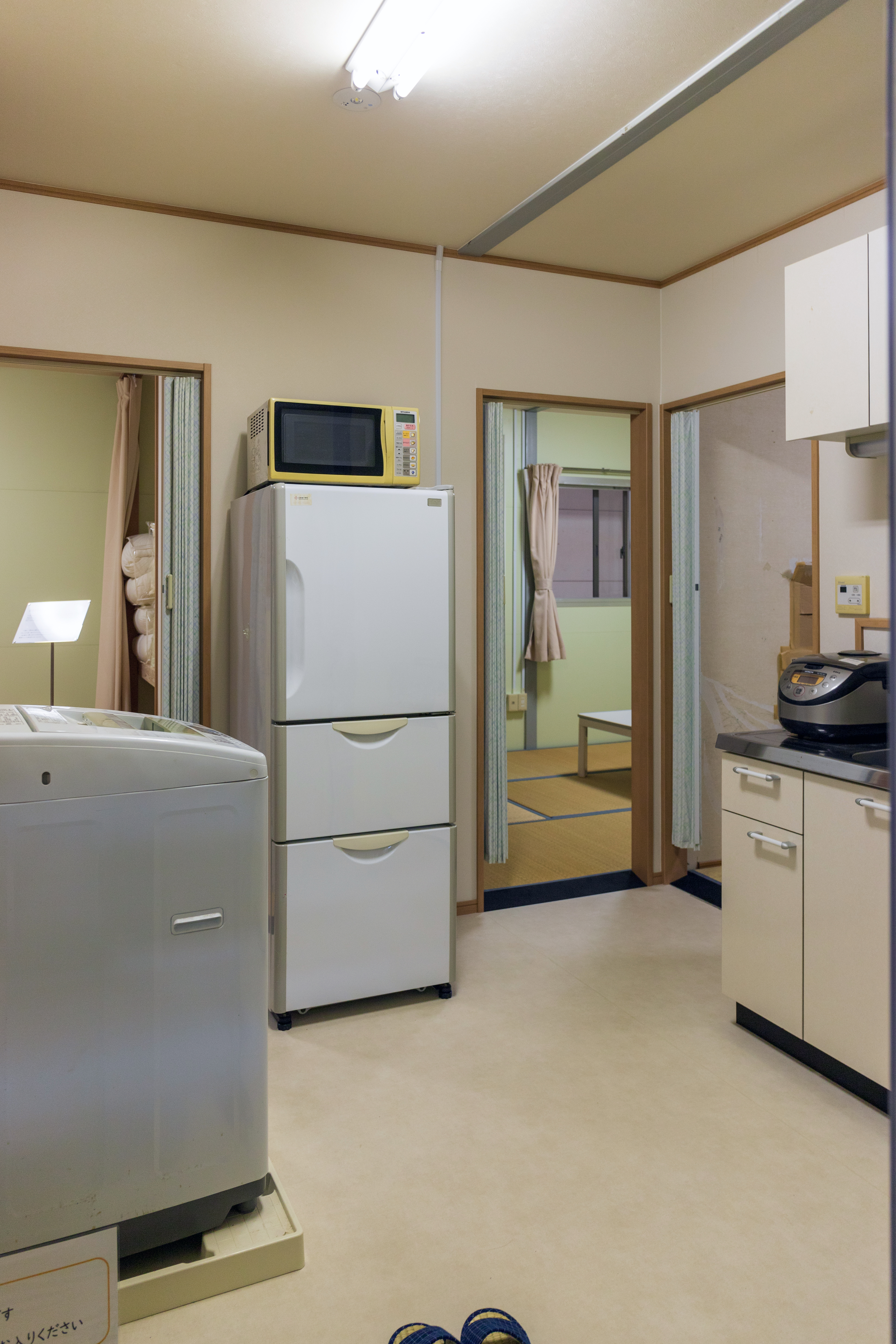
宮城県石巻市で使われていた仮設住宅の内部。日本赤十字社から寄贈された洗濯機や冷蔵庫、電子レンジなどの家電製品が備え付けられている。

日本赤十字社は、応急仮設住宅（公営住宅は対象、民間社宅は対象外）の入居者を対象に、薄型テレビ（32型）・全自動洗濯機・冷蔵庫（約300リットル）・炊飯器（5.5合炊き）・電子レンジ・電気ポット（2リットル）、合計約20万 - 25万円相当の家電製品6点セットを寄贈した。この予算は、同社に日本国外から寄せられた「海外義援金」（総額約230億円のうち8割強の190億円を充当）によるものであり、日本国内で寄せられた義援金は使われていない。なお、対象者が約9万世帯に上るため調達・配送が追いつかず、7月時点で3割の対象者にまだ届いていなかった。
大東建託は岩手県228戸、宮城県141戸、福島県106戸の合計475戸を施工したほか、復興工事に必要な住宅や工具の無償提供を実施した。
三井物産は、社有林を伐採して仮設住宅用の建材を被災自治体に無償提供した。
フランスの対日交流団体であるフェール城日仏協会は、被災地に100戸の仮設住宅を送る計画だった。
エルピーガス協会は、仮設住宅入居世帯のLPガス料金を1戸あたり最大で合計3万円分割引した。サウジアラビア政府が日本国政府に寄付した2000万ドル（約16億円）を原資にしたサービスで、対象は約5万世帯にわたり、6月27日以降の検針分から実施された。

## みなし仮設
大規模な災害が発生した際、地方公共団体が民間住宅を借り上げて被災者に供与し、その賃貸住宅を国や自治体が提供する仮設住宅に準じるものと見なす制度があり、「みなし仮設」と呼ばれる。被災者自らが探して契約した場合も仮設住宅とみなされ、家賃の補助を受けることができる。東日本大震災を契機として本格的に導入された。
みなし仮設では、家賃や共益費、礼金・敷金、火災保険料、仲介手数料などが国庫負担の対象となる。既存の物件を利用するためすぐに入居でき、住み心地もプレハブより快適である。さらに、建設型の仮設住宅は1戸あたり628万円の設置費用がかかるのに対し、みなし仮設は2年間の家賃に礼金・敷金を加えても183万円あまりと、費用面でも優れている。一方、課題としては、賃貸物件の多い都市部への人口流出が進む、1世帯ごとに契約し入居するため自治体の事務負担が増える、入居者に対する生活支援が行いにくかったり所在把握が難しかったりする、近隣住民は被災者ではない場合が多いため地域コミュニティに溶け込みにくい、などがある。
東日本大震災では、2012年9月時点で供与されていた全国の仮設住宅135,907戸のうち、プレハブ型仮設住宅53,169戸、公営住宅などが19,359戸、みなし仮設63,379戸となり、みなし仮設が半分近くを占めた。特に宮城県ではみなし仮設が多く活用され、仙台市ではみなし仮設の比率が8割近くに達したが、沿岸部に大都市が少なく活用できる賃貸物件数が限られる岩手県では、全体の2割程度にとどまった。

## コミュニティーケア型仮設住宅

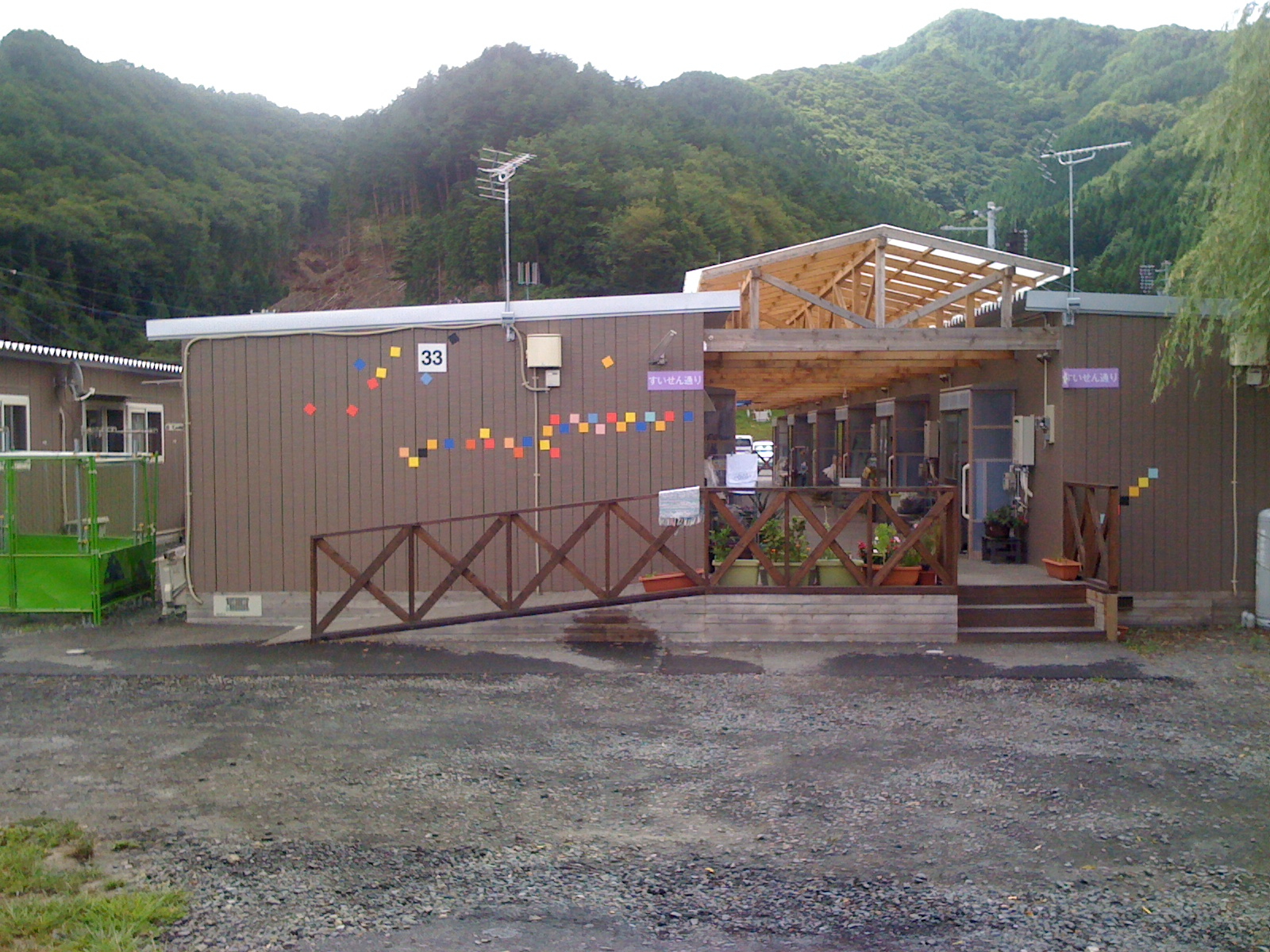
岩手県釜石市に設置されたコミュニティーケア型仮設住宅。住居同士が向かい合わせに配置され、間に屋根付きのウッドデッキが設けられている。

岩手県釜石市は、東京大学・高齢社会総合研究機構と連携し、「コミュニティーケア型仮設住宅」の建設を計画した。仮設住宅敷地内に介護拠点や託児所を併設するもので、高齢者の孤立防止や地域交流などが狙い。住宅間の通路をウッドデッキにし、玄関にスロープを設けるなど、バリアフリーにも重点を置いていた。市内の平田総合公園に着工された約240戸のうち、1/3がコミュニティーケア型となった。

## 仮設住宅の解消
仮設住宅の入居者が自宅を再建したり、自治体が建設した災害公営住宅に移るなどして退去していき、仮設住宅の解消が進んでいった。
プレハブ仮設住宅のある岩手県・宮城県・福島県の3県26市町村のうち、22市町村では2018年3月 - 2021年3月に順次仮設住宅が解消された。岩手県陸前高田市は2021年3月末に最後の入居者が退去し、解消となった。
福島第一原子力発電所が立地する福島県大熊町と双葉町の2町は長らく解消時期を見通せていなかったが、原発事故による避難指示の解除が進み、両町内の生活環境が一定程度整ってきたことから、2024年7月、両町からの避難者が入居する仮設住宅について、2026年3月31日で供与を終了することが決まった。

## 問題点
東日本大震災後の仮設住宅は、過去の災害の際に設置された仮設住宅での教訓をもとに、さまざまな点が改善されてはいたものの、プレハブ型では「壁が薄く音が響きやすい」「夏は暑く冬は寒い」「結露でカビが発生しやすい」など、この型に特徴的な欠点は避けられなかった。岩手県釜石市の仮設住宅では、4月下旬に雨漏りの苦情が市に相次いで寄せられた。また、仮設住宅の場合は短期間に大量の住宅供給が求められるため、画一的な仕様の住宅になる場合が多く、必ずしも建設地の気候や風土に適した住宅が提供されたわけではなかった。さらに、仮設住宅の規格は施工業者ごとにまちまちで、防音性、断熱性、窓の大きさ、玄関扉の網戸の有無など設備の格差が生じた。これらの点については、風除室や二重窓、風呂の追い焚き機能などを追加で設置する対策が取られた。
仮設住宅の設置場所については、一定の広さの敷地を確保するため、商店や病院、学校などの施設から離れた不便な場所が選ばれることが少なくなかった。こうした場所では、公共交通機関の利用が困難で、買い物や通院などの移動手段はタクシーに頼らざるを得ず、入居者にとって経済的な負担が大きくなっている例もあった。一方で、岩手県宮古市田老のグリーンピア三陸みやこなど、仮設住宅敷地内に仮設商店街を併設し、住民の利便性を高めた事例もある。
入居者も、もともと住んでいた地域を考慮せずに機械的に割り振られたケースで、同じ仮設住宅の中に知り合いがいないという状況が生まれ、他の入居者との交流が少なく引きこもりがちになっている実態が指摘された。
仮設住宅が完成後、抽選に当たりながらも入居せず避難所にとどまる被災者もいた。これには、仮設住宅に入居した被災者には食料・物資の供給が原則的に行われなくなるという事情があったり、仮設住宅に家電6点セット（前述）が届くのを待って入居するためではないかと推測されている。宮城県南三陸町ではその対策として、入居期限を設け、その期限までに入居しない被災者に対して、明け渡しを求めた。
復興の遅れにより、原則として2年間となっている仮設住宅の入居期間がさらに長期間に及んだことによる問題も発生した。国は、復興が進んでいないとして、公営住宅などの部屋を被災者に提供する仮設住宅の無償入居期限を2年から3年に延長するよう各自治体に通知していたが、広島県呉市はこれに従わず、2年で打ち切っていた。この件が大きく報じられたことを受け、同市市長の小村和年は「被災者の心情を鑑みると厳しすぎる判断だった」として期限を1年延長したが、すでに退去していた被災者もいた。また、打ち切りの判断は一般入居希望者の数が多いことなどを理由に同市の住宅課（現・住宅政策課）が単独で行っており、市長自身も報道で初めて知ったと釈明した。

## 仮設住宅の展示
震災遺構として保存・公開されている宮城県石巻市の旧門脇小学校では、同市内で使用されていたプレハブ型仮設住宅を移設して展示しており、内部も見学可能である。また岩手県陸前高田市には、同市内の旧米崎中学校グラウンドに建てられていた仮設住宅を一部改修し、実際に見学や宿泊ができるようにした施設として「3.11仮設住宅体験館」がある。